# بمب‌گذاری هوایی ۲۰۰۴ در روسیه
بمب‌گذاری هوائی در روسیه (به روسی: Взрывы на самолётах) که در اوت ۲۰۰۴ رخ داد که به دو هواپیمای مسافربری روسی در ساعت ۲۳:۰۰ در ۲۴اُم اوت سال ۲۰۰۴ به‌وقوع پیوست، هر دو هواپیما از فرودگاه بین‌المللی دومادودِوو مسکو به پرواز درآمده‌بودند.

## پروازها
نخستین بمب‌گذاری در پرواز ۱۳۰۳ خط هوایی ولگا-آویا اکسپرس و در یک هواپیمای توپولف ۱۳۴ که در حال پرواز بسوی ولگاگراد بود، هواپیمای یادشده فرودگاه دومادودِوو مسکو را در ۲۲:۳۰ ترک کرد و در ۲۲:۵۶ هنگامی که در حال پرواز بر روی آسمان استان تولا بود ارتباط قطع شد و اندکی بعد سقوط کرد، لاشهٔ هواپیما چند ساعت بعد پیدا شد. در این حادثه کلیهٔ ۳۴ مسافر و خدمه و خلبانان کشته شدند.
اندکی پس از پرواز نخست پرواز خط هوایی سیبری ۱۴۰۷ که یک توپولف-۱۵۴ بود و فرودگاه بین‌المللی دومادودِوو مسکو را در ۲۱:۳۵ ترک کرده‌بود از رادار ناپدید شد و سقوط کرد. بقایای هواپیما در صبح روز بعد ۲۵ اوت ۲۰۰۴ در ۹ کیلومتری یک روستا در استان روستوف پیدا شد.
پس این این حادثه رئیس‌جمهور ولادیمیر پوتین به سرویس امنیت فدرال روسیه دستور داد تا دربارهٔ این حوادث تحقیق کنند. سرویس امنیت روسیه اثراتی از وجود مادهٔ منفجرهٔ هیکسوژن یافت. پس از تحقیقات مشخص شد که عاملان بمب‌گذاری انتحاری دو تروریست چچنی بودند.